# Arte timuride
L'arte timuride unisce le creazioni artistiche prodotte sotto la dinastia dello stesso nome, che ha governato un impero che si estendeva dalla Persia orientale all'Iraq e alla Siria tra il 1370 e il 1506.

## Contesti

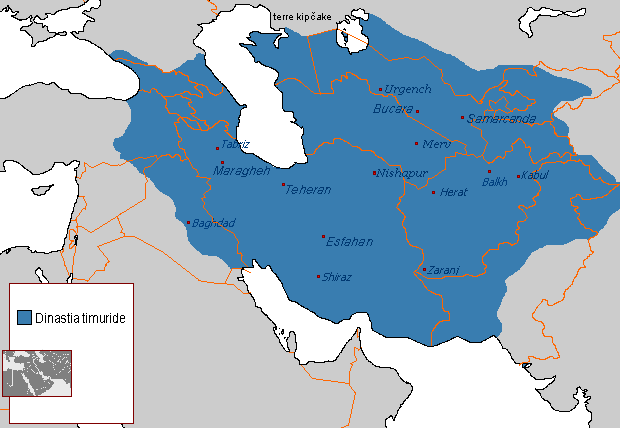
L'impero timuride

### Contesto storico
L'impero timuride nato dalla conquista di Timur-i Lung ( "Timur lo Zoppo"), più conosciuto come Tamerlano. Originario di Kesh, l'attuale Shahrisabz, una città a circa 100 km a sud di Samarcanda. Apparteneva al clan Turco-mongolo di Barlas, lontani parenti di Gengis Khan. Con un sistema di alleanze, Timur è riuscito a prendere possesso della città di Samarcanda nel 1370, prima di impegnarsi in una rapida conquista del mondo islamico: conquistò la Corasmia e Khorasan nel 1371, l'Iran e la Mesopotamia cinque anni più tardi, le pianure Kipchak dove c'era l'Orda d'oro. Nel 1395, ha prestato servizio per un anno nella città di Mosca, prima della campagna in India (1398-1399) e il saccheggio della città di Delhi. In Anatolia nel 1402, prese la persona del sultano Bayazid II e combatté in Siria, prendendo Damasco, si recò in Egitto, ma la dinastia mamelucca si è dichiarata vassalla, evitando l'annessione del suo territorio. Morì a settantuno anni mentre si preparava a conquistare la Cina.

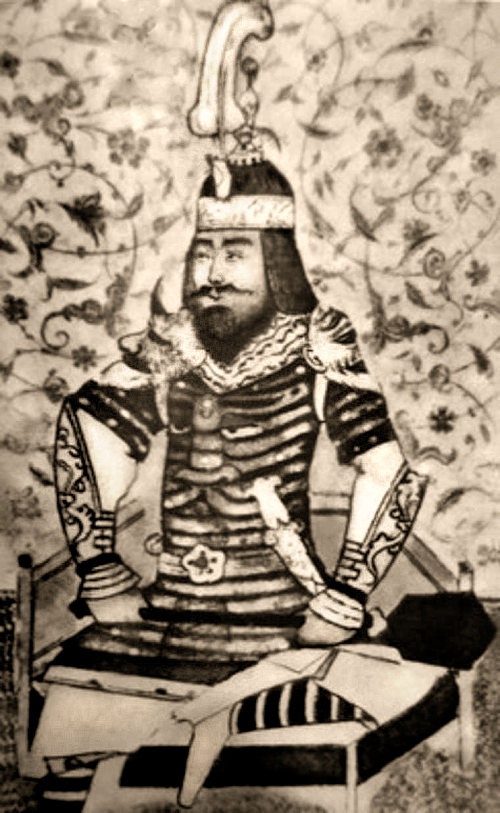
Tamerlano

La successione delle conquiste è stata organizzata nel corso della sua vita, e da suo figlio Shah Rukh che salì al trono. Ma il territorio è stato diviso in fretta, ed è stato il successore di Timur a prendere le armi per riconquistare l'impero ereditato dal padre. Nel 1420, ha guidato l'Iran e l'Iraq, e dominato, almeno nel nome, India e Cina. Suo figlio, Ulugh Beg, famoso astronomo e governatore di Samarcanda, gli succedette nel 1447. Ma, attaccato da tutte le parti, ha goduto di un periodo di declino territoriale che ha continuato fino alla fine del regno del sultano Husayn Mirza Bayqara (1469-1506), che chiude la dinastia.

### Il contesto artistico
Timur, anche se è analfabeta, ha avuto un grande gusto per la cultura e l'arte. In ciascuna delle sue conquiste, ha deportato molti artisti e artigiani a Samarcanda, e ha creato una nuova arte mista lo "stile timuride internazionale". Questo stile si è diffuso in tutto il mondo islamico dopo la morte di Timur, e quando gli artigiani tornarono a casa e influenzarono ovunque da quello che potevano vedere a Samarcanda.
Il mecenatismo era importante grazie alla ricchezza accumulata durante le conquiste metà degli edifici sono stati costruiti secondo gli ordini imperiali. Si noti l'importante ruolo delle donne in tutte le commissioni artistiche.

## Architettura e urbanistica

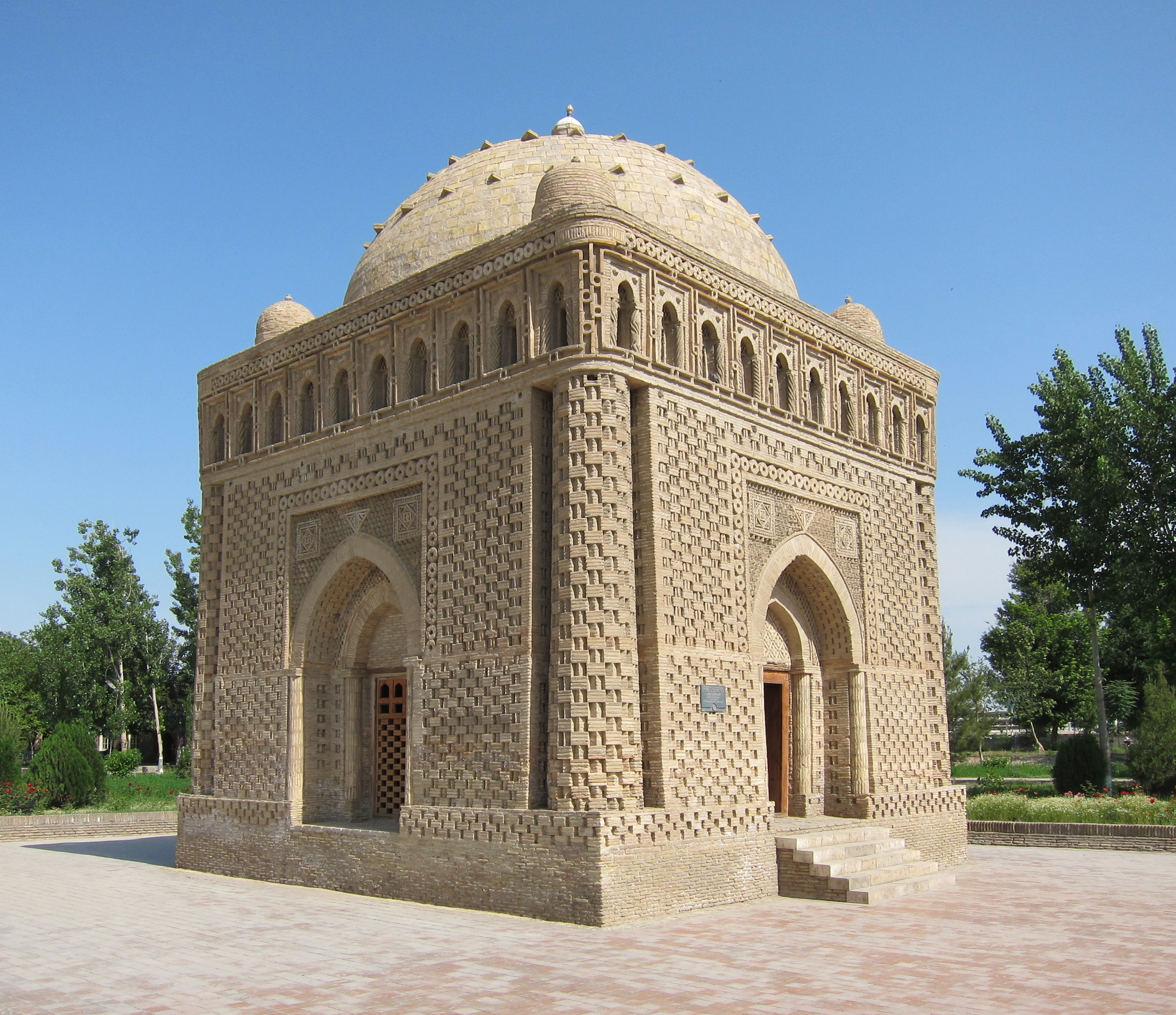
Il mausoleo samanide con lo stile hazerbaf

### Generalità
Diversi fattori sono considerati come caratteristiche dello stile architettonico timuride:
- la ricchezza di commesse, che dà luogo a monumenti di dimensioni colossali e pieni di materiali preziosi;
- l'utilizzo delle tecniche iraniane, cioè il mattone come materiale principale, ed elementi come l'iwan, i pishtak etc.
- l'importanza della geometria e la nozione di ordine, la regolarità (simmetria, distribuzione spaziale gerarchica...). Una unità standardizzata di misura è utilizzata.
- tecniche di costruzione avanzate, per le cupole (a doppio involucro e dunque più alte) e l'utilizzo di volte.
- l'uso intensivo del mosaico ceramico e dell'hazerbaf per i decori.

Le differenti produzioni di ceramica architettonica. Le diverse tecniche di lavorazione ceramica sono utilizzati per decorare le architetture:
- L'hazerbaf ( "mille tessiture" in persiano), gioca sul contrasto tra i mattoni smaltati e non smaltati, dando un effetto tessuto;
- Il mosaico ceramico è un'arte nata sotto gli ilkhanati, lunga e costosa, che comporta il taglio in modelli di piastrelle ceramiche colorate e assemblarli tra loro;
- La Cuerda Seca è una tecnica semplice e veloce, che fornisce gli stessi effetti dei mosaici ceramici con separazione di smalti colorati da una linea in grassetto nero. Questa tecnica dimenticata è rivissuta un po' sotto i timuridi, ma acquisterà il suo valore sotto i Safavidi;
- La ceramica scolpita è usata raramente a causa della sua complessità. A volte si trova in alcune tombe dello Shah-i Zinda.

### Sotto Tamerlano

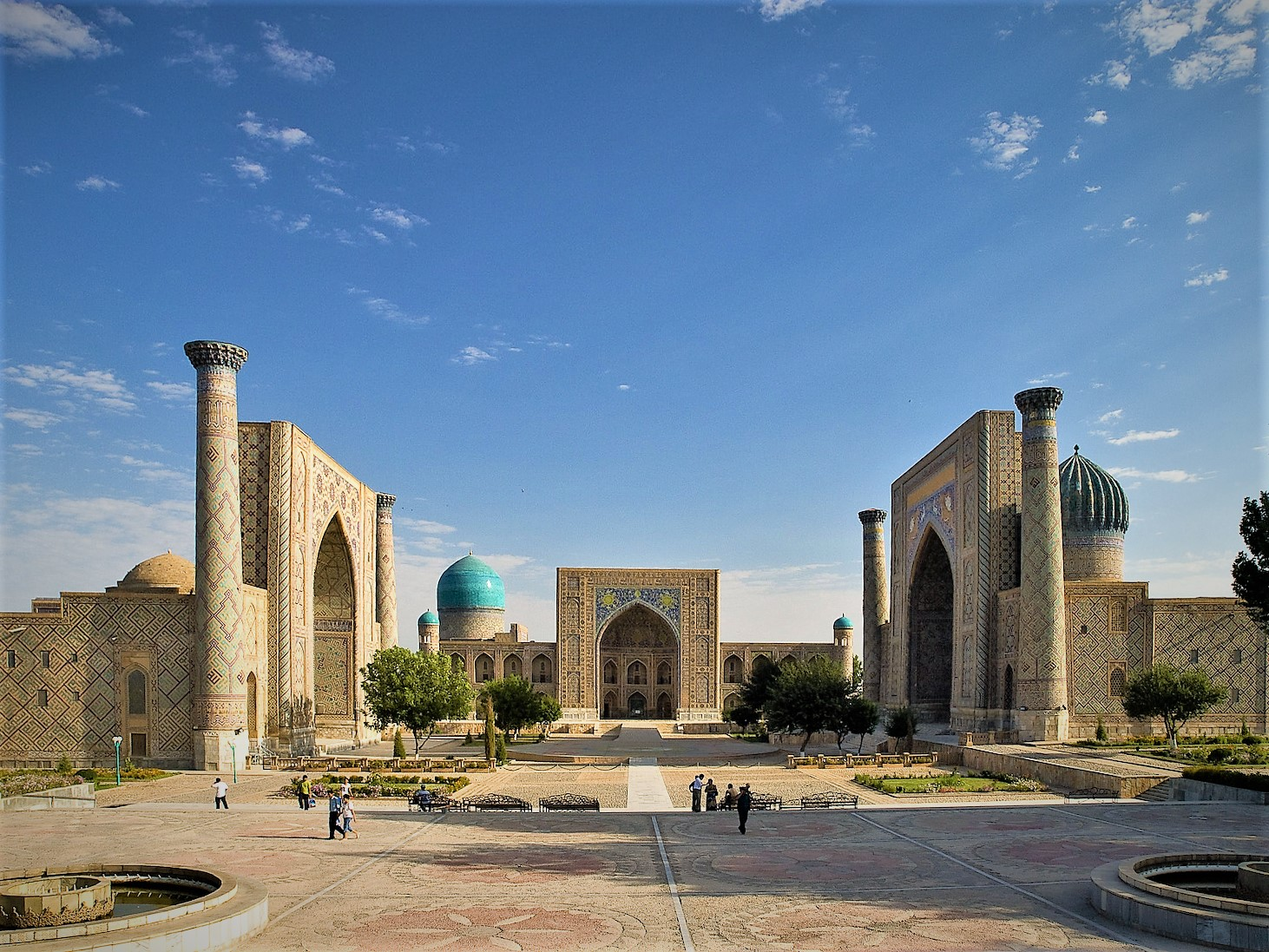
Il Registan a Samarcanda

#### Urbanistica
Dal 1370, Timur ha deciso di trasformare Samarcanda in capitale. Questa città, che esisteva sin dal periodo achemenide fu rasa al suolo dalle invasioni mongole, e ha dovuto essere completamente ricostruita. Circondata da una parete aperta di sei porte, che consiste di un centro (Registan) dove convergono sei strade che strutturano la città. Le strutture importanti come il Grand Bazar e la Cittadella sono stati costruiti in questo periodo, ma la Necropoli Shah-i Zinda include le tombe più antiche.

#### Architettura religiosa
Due edifici, entrambi ubicati a Samarcanda, si possono citare: la moschea Bibi Khanum e il Gur-i Mir.
Moschea di Bibi Khanum è intitolata alla memoria della donna (o matrigna, secondo le fonti) di Tamerlano, a cui è dedicata. Situata nel cuore della città, è stato commissionata nel 1398-1399, di ritorno dalla campagna indiana, ma ha subito molti restauri nel corso della sua storia (la cupola principale è crollata nel XV secolo). Il suo piano è parte di un rettangolo di 109 × 107 metri. Si tratta di un progetto iraniano con quattro iwan, circondato su tre lati da camere a cupola e un portico. Il portale è estremamente elevato e profondo: è l'archetipo di un pishtak; completamente ricoperta di ceramica, comprende nella sua parte superiore una genealogia Tamerlano. Le cupole sono a costole e a bulbo, decorate con ceramica.

Il Gur-i mir (il mausoleo di Tamerlano) è leggermente posteriore: la costruzione è compresa tra il 1400 e il 1404. Questo è in realtà un complesso composto da una madrasa (prima del 1401) a est, una Khanqa a ovest e una tomba dinastica, costruita nel 1403, dopo la morte di uno dei figli di Timur. Questo mausoleo è quadrato all'interno ma ottagonale all'esterno, è sormontato da una cupola alta in quanto ha due rivestimenti. Il suo arredamento è caratterizzato da una profusione di materiali preziosi: piastrelle di onice, iscrizioni in diaspro verde, ceramiche dorate. Nella cupola vi sono dei rinforzi con un uso significativo di muqarnas.

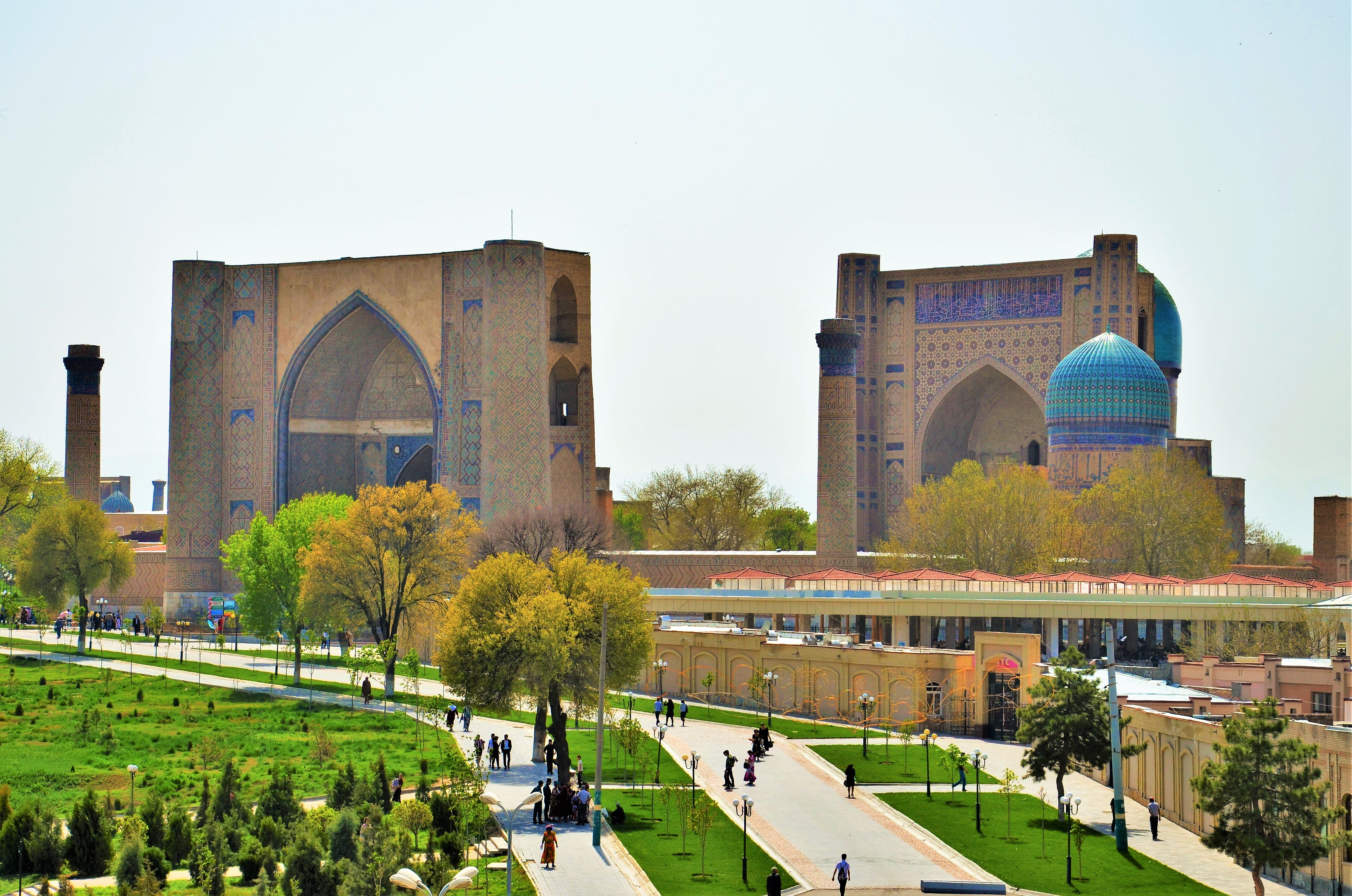
La moschea Bibi-Khanym
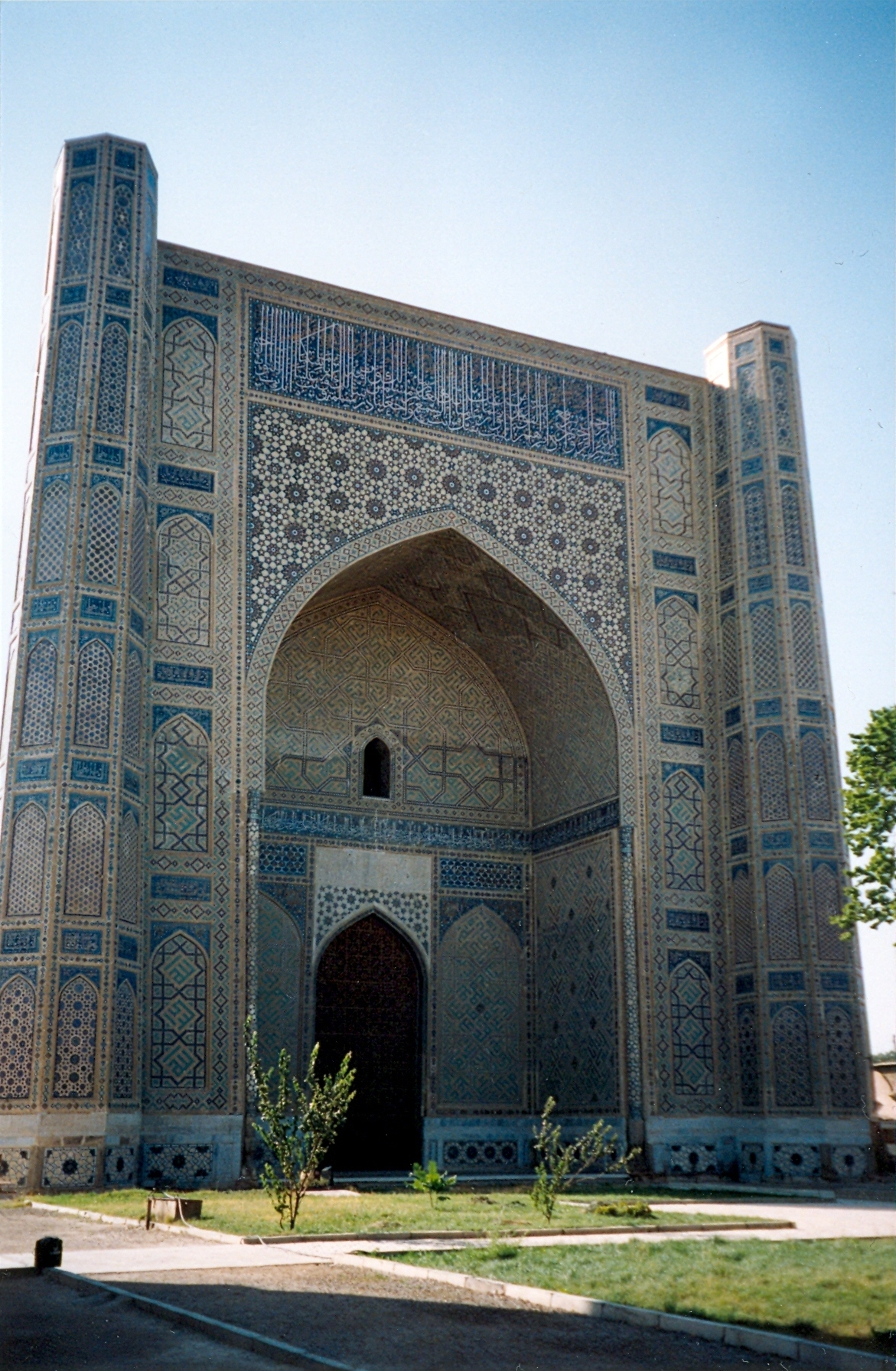
Iwan della moschea
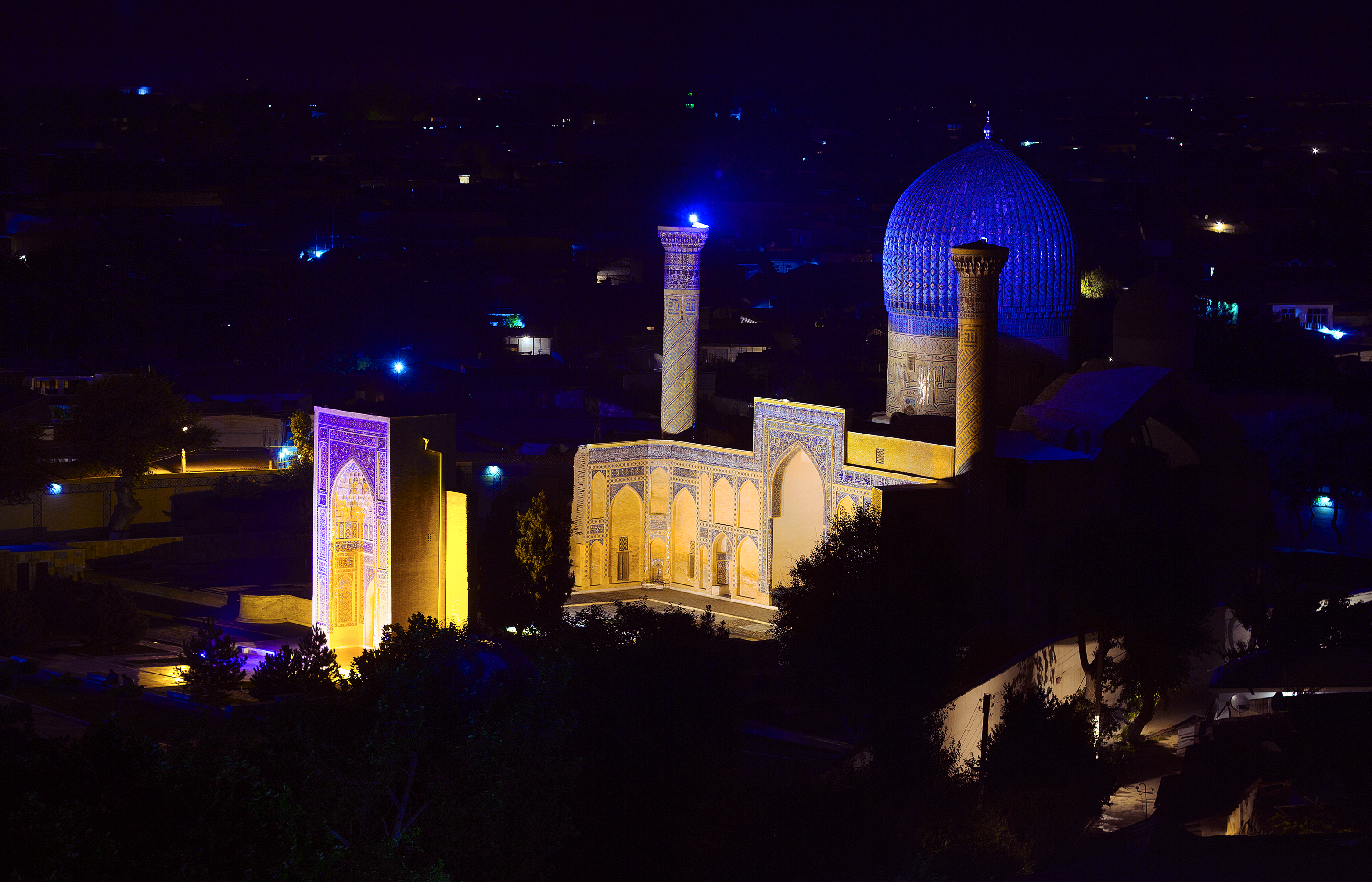
Il mausoleo di Tamerlano
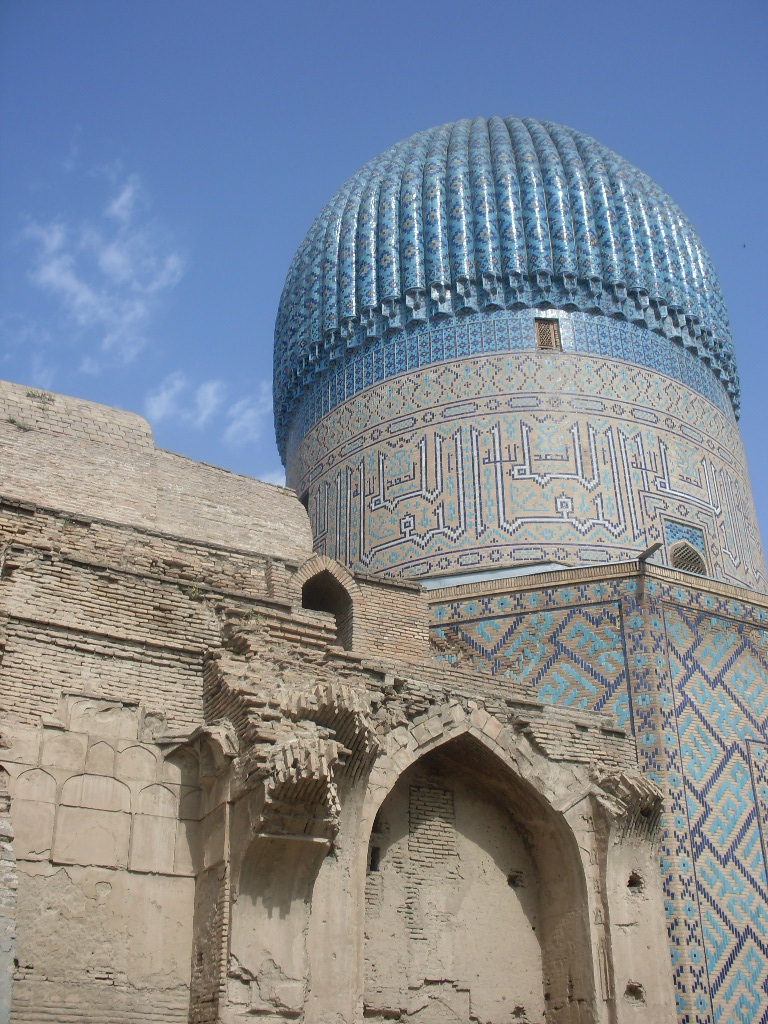
La cupola del mausoleo

#### Architettura funeraria
In questa zona, il monumento più importante è senza dubbio la tomba di Shaykh Ahmad Yasavi, costruita nel Turkistan tra il 1394 e il 1399. Importante luogo di pellegrinaggio, la tomba del fondatore dell'ordine Sufi di Yasavi forma un grande rettangolo (65, 5 × 46,5 m), centrato in una sala a cupola. Serve come una sala di ingresso dietro un grande iwan a portale, e si apre alla tomba (di dietro) e vari locali accessori sui lati (bagno, biblioteca, cucina, sale di preghiera, moschea). Da notare la gerarchia nella distribuzione spaziale, l'altezza del monumento che diminuisce man mano che il visitatore si muove verso la tomba. Il decoro è realizzato con muqarnas (nelle volte e nelle cupole) e tramite la tecnica dell'hazerbaf fuori. Le firme degli artisti si riferiscono alla città di Shiraz, che probabilmente indica come le tecniche (tra cui le volte) sono state portate da questa città attraverso deportazioni.

Si può anche citare la necropoli Shah-i Zinda ( "il re vivente") a Samarcanda, che contiene tombe di epoche diverse tra i secoli XI e il XV. Nonostante la differenza di tempo, non v'è una ricerca di coerenza tra tutte le tombe, che sono cubi sotto cupole. Quelli nel periodo timuride sono caratterizzati dalla loro altezza, le cupole a costole e un rivestimento ceramico complesso.

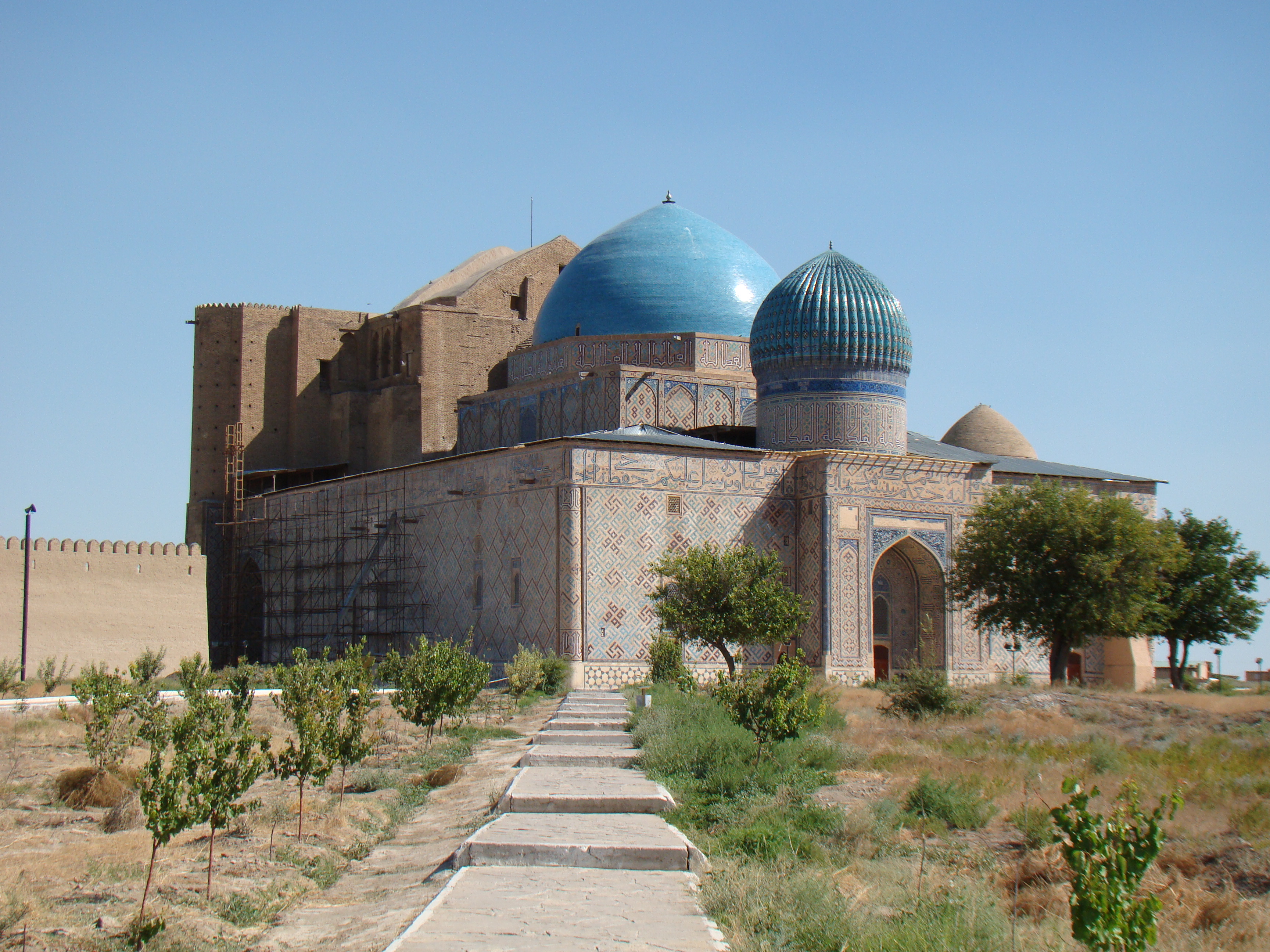
Mausoleo di Khoja Ahmed Yasawi
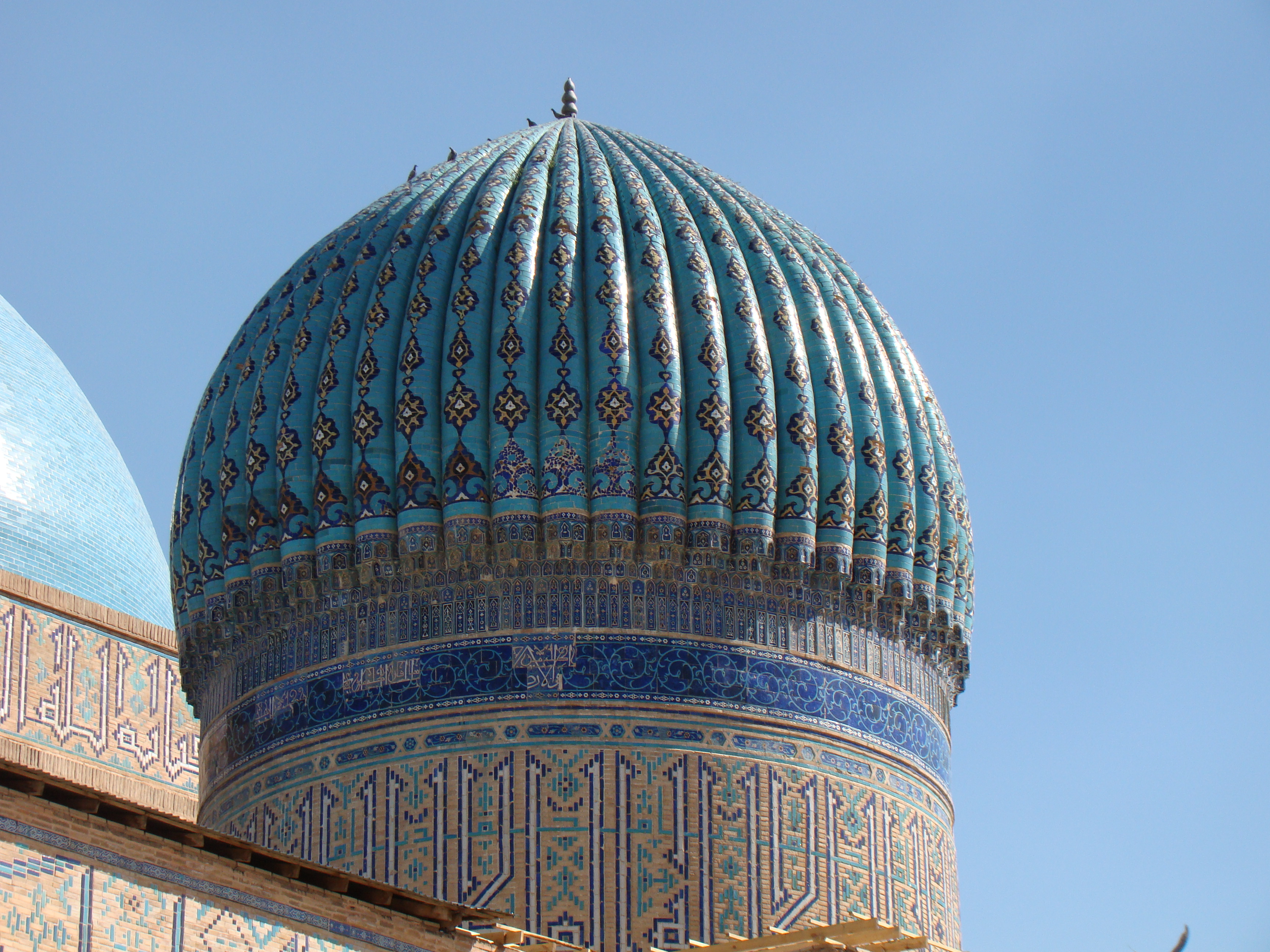
Cupola del mausoleo
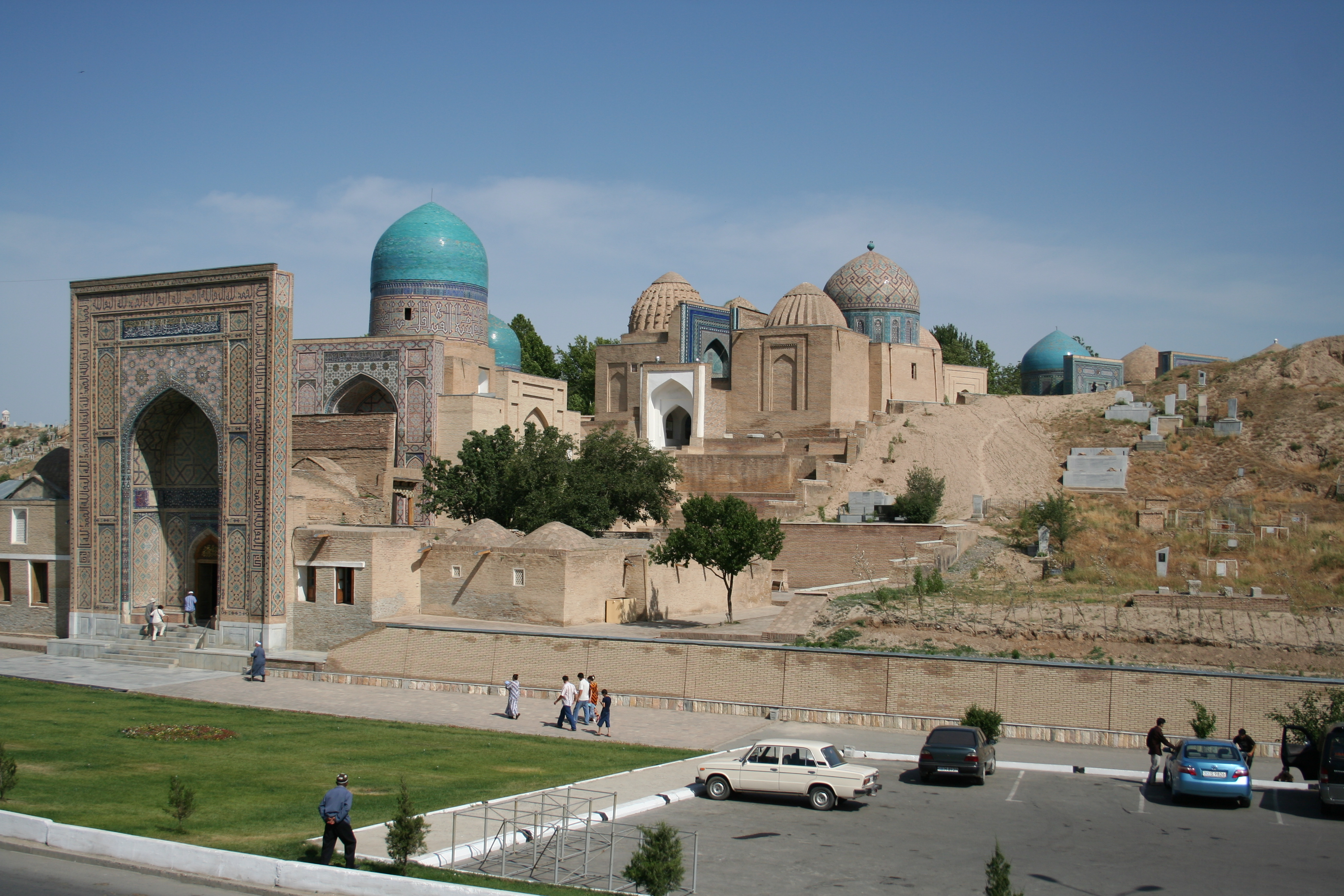
Lo Shah-i Zinda
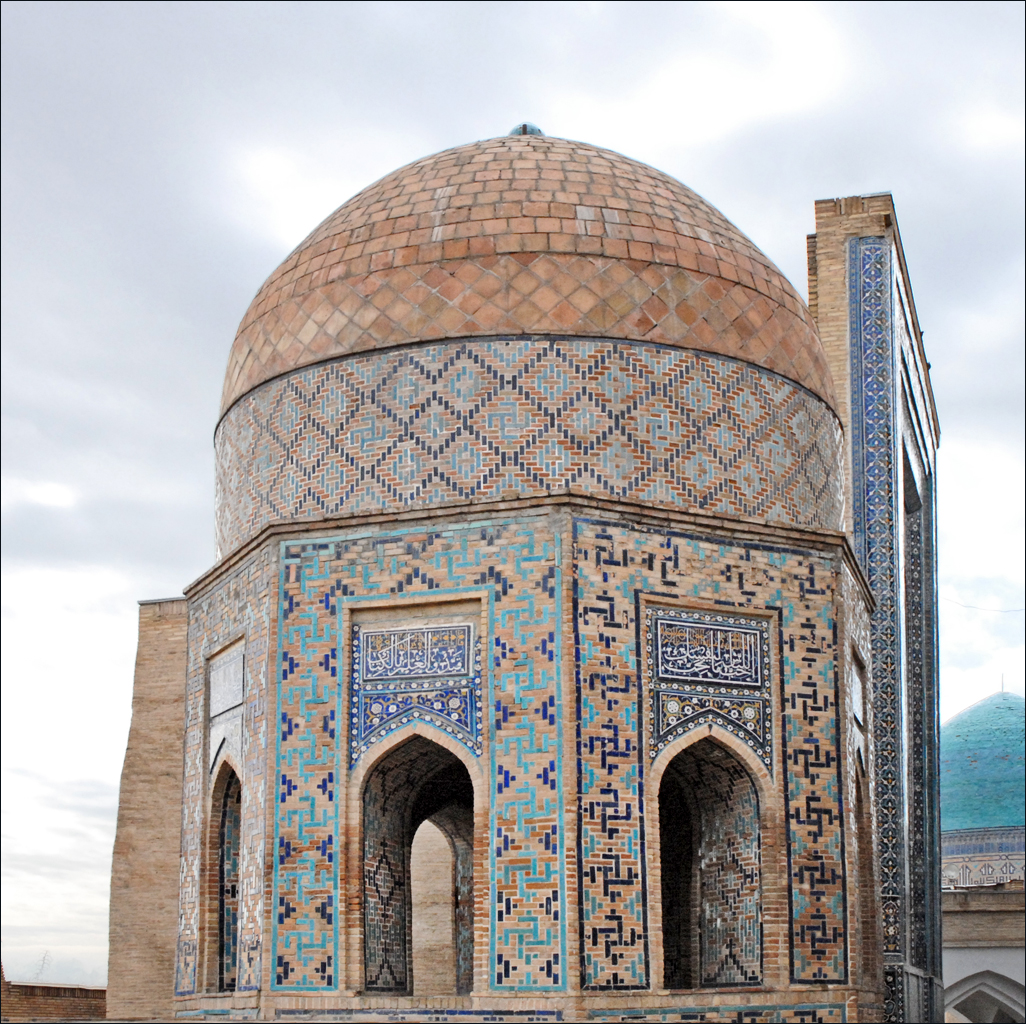
Una delle tombe dello Shah-i Zinda

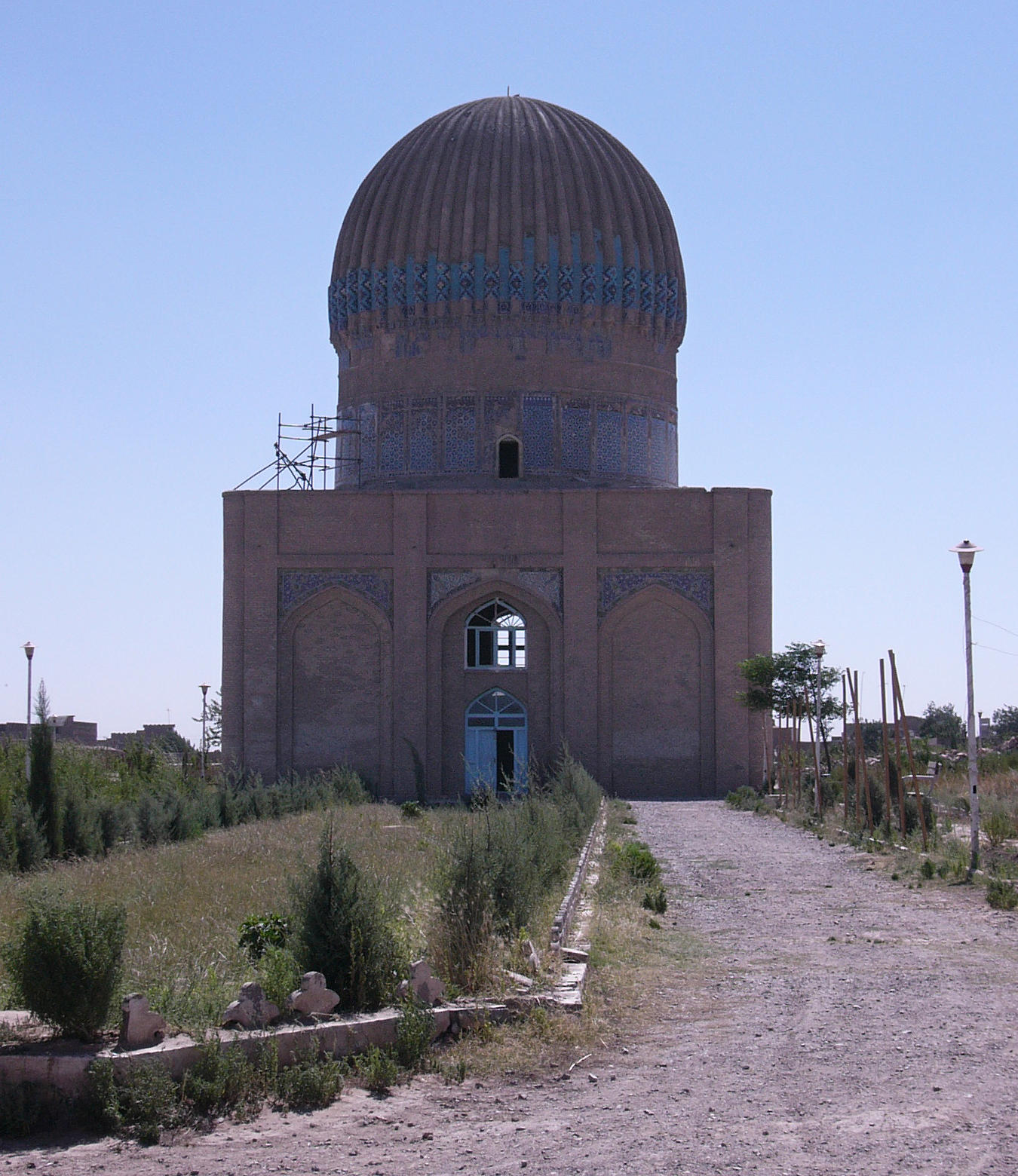
Il mausoleo di Goharshad

A Herat in Afghanistan è presente il mausoleo di Goharshad che è anche la tomba di Goharshad moglie del sovrano timuride Shah Rukh. Questo mausoleo fu descritto da Robert Byron il quale lo mise a confronto con il Mausoleo di Tamerlano a Samarcanda. Ciò mostra le influenze architettoniche giunte nella regione.

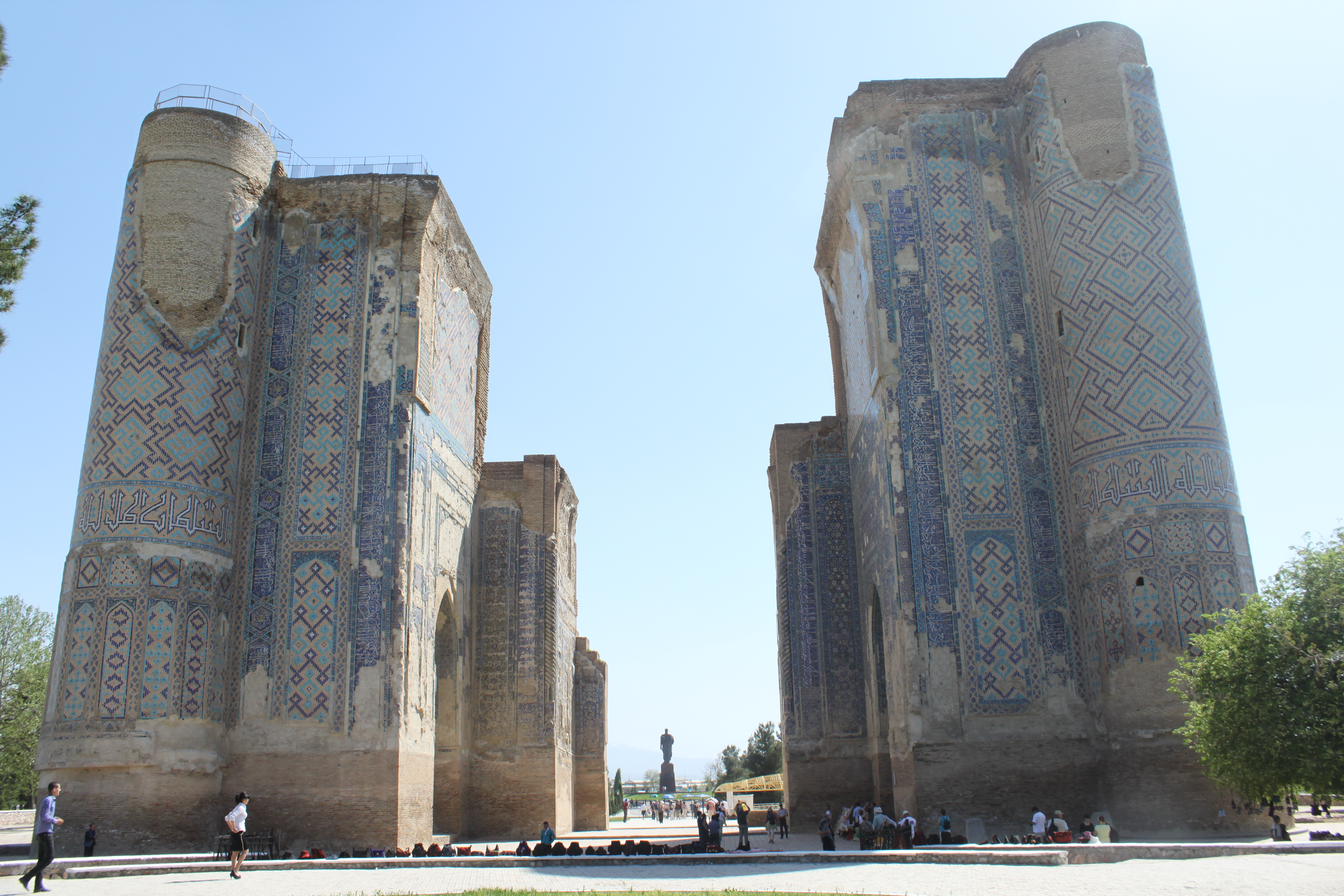
L'Ak Saray

(Robert Byron, La via per l'Oxiana)

#### Architettura civile
La città natale di Tamerlano, Kish, è stata trasformata da lui in capitale secondaria, e un palazzo, l'Aq Saray (Palazzo Bianco) è stato costruito lì tra il 1379 e il 1396. Oggi rimane solo un cancello alto 50 m, estremamente profondo e fiancheggiato da due bastioni. È decorato in mosaico ceramico e cuerda seca.

### Dopo Tamerlano
Sotto Shah Rukh, è stata la città di Herat, a diventare la capitale e per questa ragio venne rinnovata. Essa comprende in particolare una madrasa-mausoleo realizzato da Qavam al-Din Shirazi tra il 1417 e il 1437 commissionato dalla moglie del sultano, Gawharshad. La tomba, che è l'unico elemento superstite con due minareti, è coperta da una cupola a doppio scafo, in cui si osservano delle novità: una zona molto bassa di transizione, con i tubi, e una stanza a croce quadrata.
Il loro figlio Ulugh Beg, nel frattempo ha costruito un vasto osservatorio a Samarcanda, oggi parzialmente visibile. Una madrasa, di fronte al Registan, la piazza centrale di Samarcanda, è stata costruita su suo ordine tra il 1417 e il 1421. Questo è uno degli edifici più complessi nello stile Timuride, che ha funzionava inizialmente con una Khanqah. Il suo grande Iwan-ingresso conduce ad un cortile con quattro iwan, di 30 metri, circondato dalle abitazioni di cento studenti. Per la decorazione, tutte le superfici sono state ricoperte con pannelli in marmo, mosaico e mattoni, nonché da piastrelle di ceramica in cuerda seca, etc. Ulugh Beg fece erigere a Bukhara un'altra madrasa nel 1418.

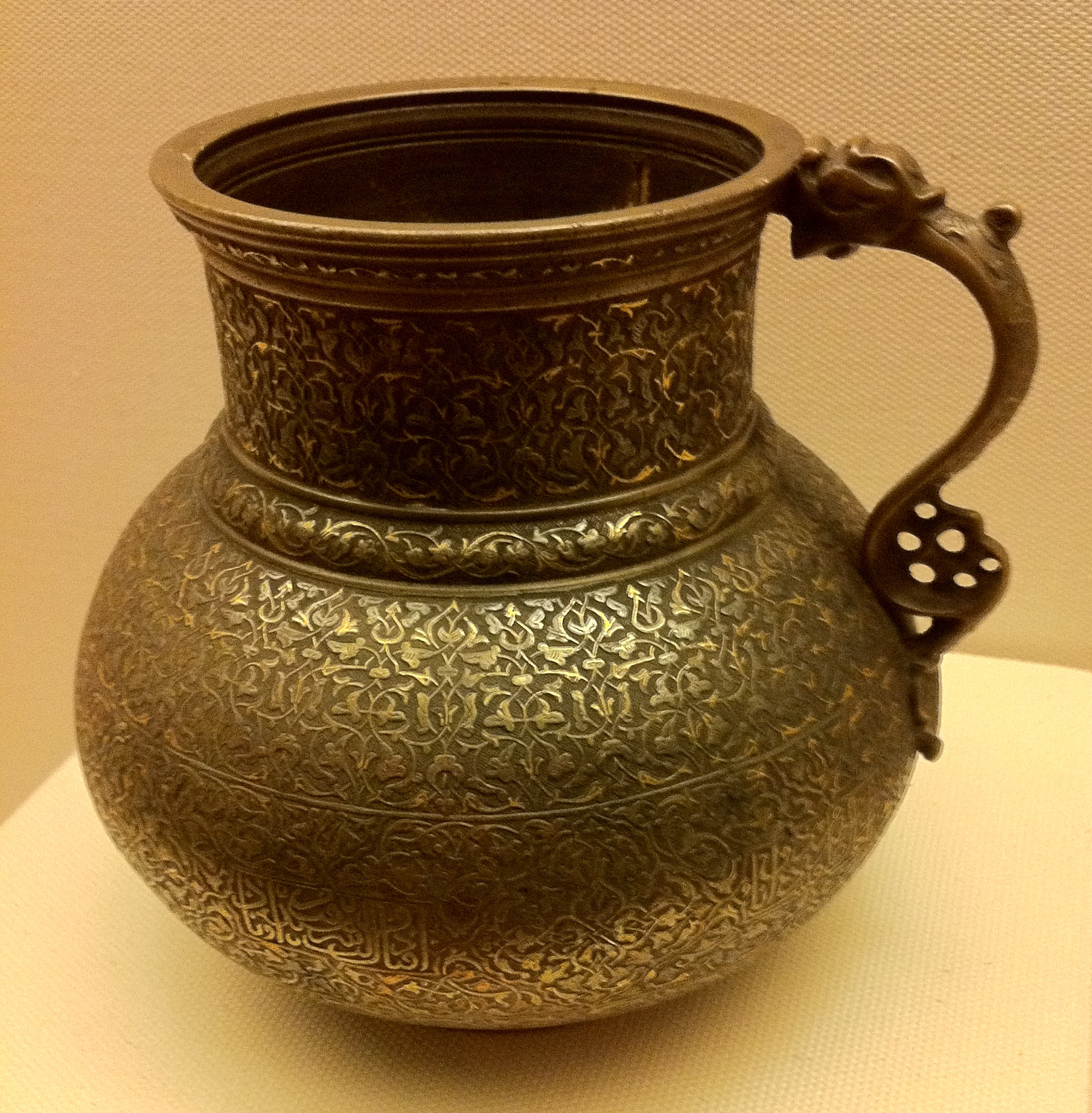
Una coppa timuride

## Gli oggetti
La deportazione degli artigiani a Samarcanda ha permesso di stabilire un contatto tra i diversi centri culturali d'Oriente, dalla Siria alla Cina. Lo stile timuride internazionale ha poi portato diversi cambiamenti: una grande influenza cinese e una forte presa di Kitab Khana, l'atelier di pittura.

### Lavori delle pietre dure
Il Timuridi apprezzavano particolarmente il lavoro delle pietre dure, a cui attribuivano proprietà magiche. La più utilizzata era la giada, vale a dire una nefrite i cui colori variano dal bianco al verde quasi nero. Questa modalità, che indica una forte influenza della Cina, dove la giada è stata scolpita per millenni, è stata lanciata da Ulugh Beg. Il principale centro di produzione era a Herat.
Il tipo più noto degli oggetti di giada è una brocca globulare sormontata da un ampio collo cilindrico il cui manico è a forma di drago. Questo tipo, che potrebbe provenire dal metallo, è stato anche rilevato dai vasai Yuan. Sono note anche le stoviglie (tazze di vino) e delle fodere per spade di questo materiale.

### Ceramica

#### Centri di produzione
L'arte della ceramica Timuride è un aspetto, poco studiato, che sembra diminuire rispetto ai periodi precedenti. Sono stati individuati quattro principali centri di produzione:
- a Samarcanda, dove lavoravano dei vasai deportati da Damasco;
- a Nishapur e Mashhad, due centri del blu e del bianco;
- a Tabriz, che tuttavia potrebbe essere considerato un centro d'arte turcomanno e non timuride.

Altri due centri meno sicuri: Diyarbakir e Shiraz. Sotto Ulugh Beg, uno spostamento ha luogo verso Herat, ma non è chiara su quale ordine di grandezza.

#### Tipologie produttive
Vi erano diversi tipi di produzione:
- La ceramica Kubacha, che comincia a svilupparsi nel XV secolo, anche se attecchirà solamente sotto i Safavidi;
- Il nero dipinto su glassa in turchese, blu o più raramente in verde. Questa tecnica si inscrive chiaramente sotto la discendenza degli ilkanati, ed è caratterizzata da una forte influenza cinese (marlis grecata, motivi di pesce, colori verde pallido...);
- La lucentezza metallica di colore arancione con una decorazione in riserva, non è quasi mai in uso;
- Il blu e bianco comincia a svilupparsi a imitazione della produzione di porcellana cinese considerata come oggetto di grande valore.

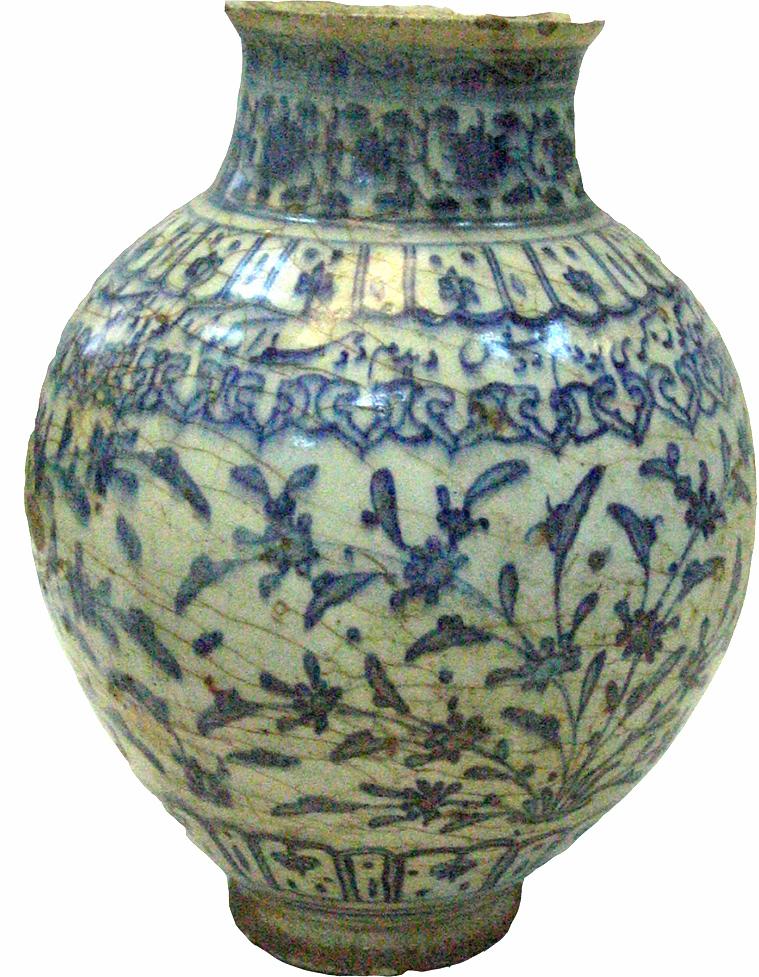
Jarre blu e bianco, Mashhad, 1465, dipinto su cristallo. Si notino le influenze cinesi nella decorazione, e una scritta in calligrafia nasta'liq
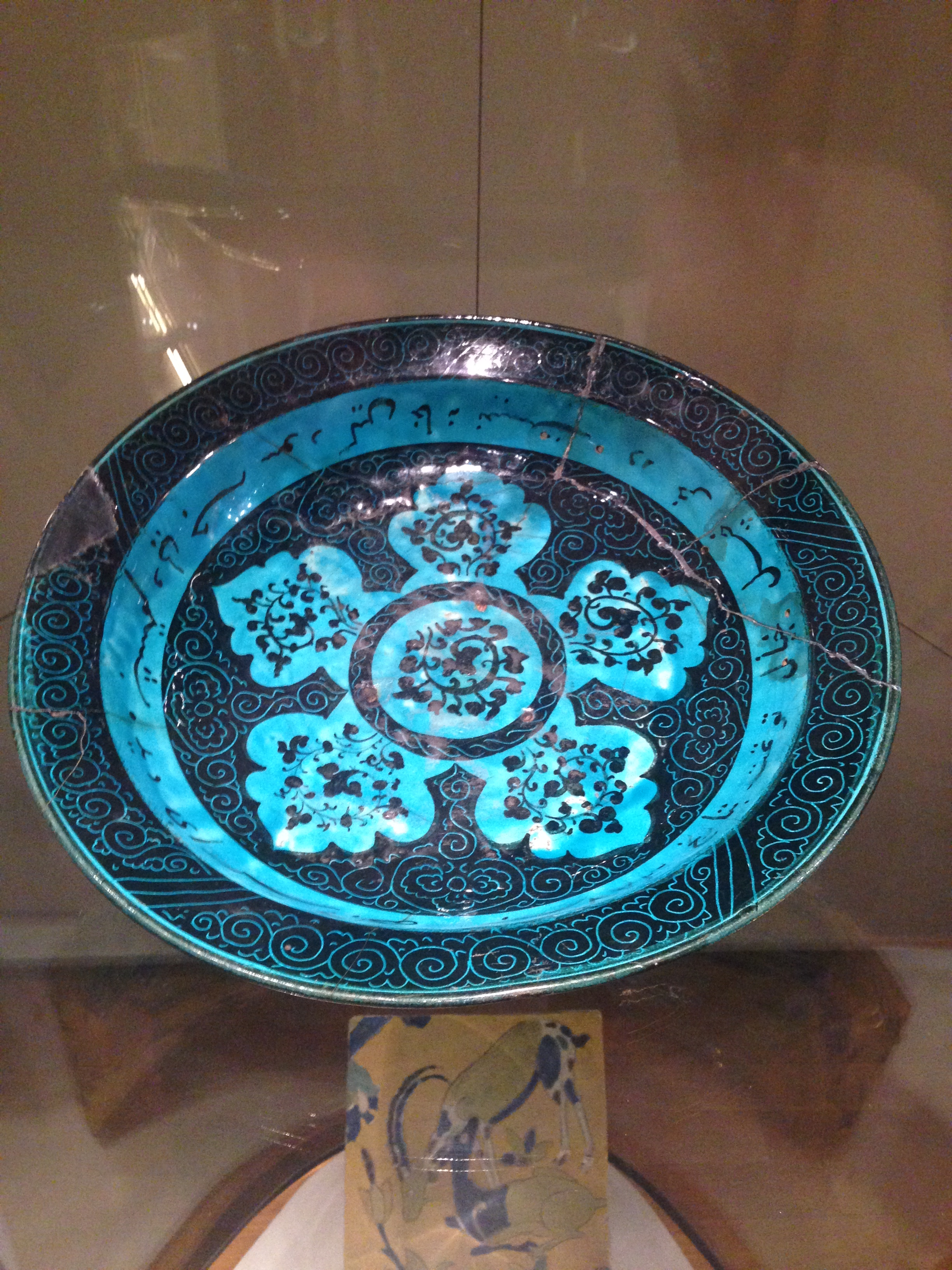
Un piatto blu e bianco
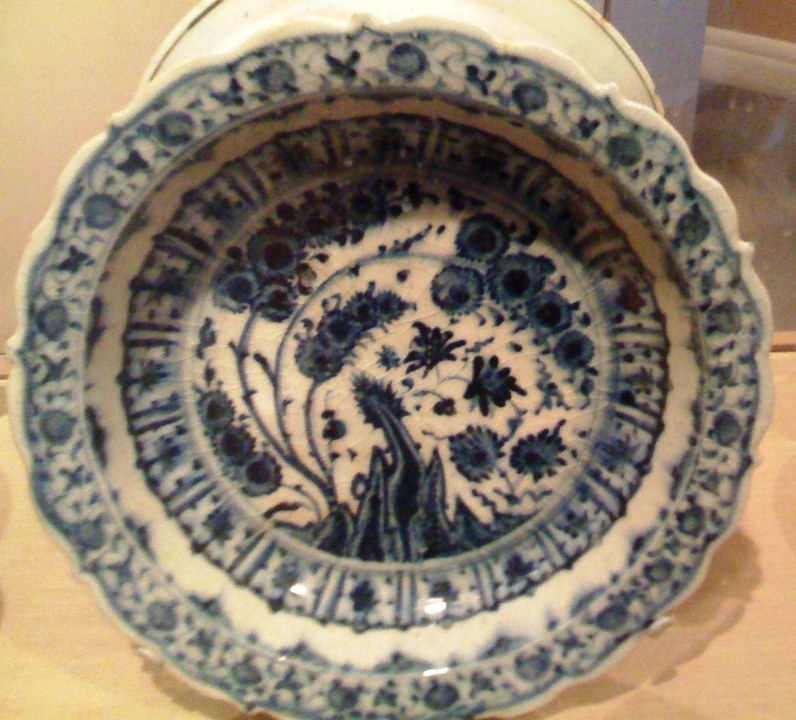

### L'arte del metallo
L'arte del metallo si divide in due periodi:
- Sotto Timur, i pezzi prodotti sono enormi, come vediamo nella tomba di Shaykh Ahmad Yasavi, che ha mantenuto un calderone di 2,43 m di diametro (oggi all'Ermitage) e una serie di sei lampade ad olio intarsiate in bronzo con oro e argento. Uno si trova presso l'Ermitage, un altro al Louvre, e gli ultimi quattro sono ancora nella tomba.
- Dopo il regno di Tamerlano, gli oggetti tornano ad una dimensione più piccola, e l'intarsio da arredamento è miniaturizzato. V'è una forte ispirazione di oggetti in giada, dando vita a una serie di brocche simili a quelle fatte in questa materia. Il principale centro di produzione è a Herat.

## L'arte del libro

### Generalità
Il concetto di Kitab Khana nato nel XIV secolo sotto gli ilkanati si sviluppa sotto i loro successori. Questa istituzione, che sostiene gli artisti associati con la produzione di nuovi manoscritti, permette l'emergere di un'arte del libro fiorente. Ci sono diversi nomi noti di kitabdar (direttori), come Nasr al-Muzahhab, che officia sotto Ibrahim Sultan, e Jafar Tabrizi, che lavora a Herat intorno al 1430 per conto del Baysunghur.
La calligrafia subisce significative modifiche, in particolare grazie all'invenzione della scrittura nasta'liq, nata a Shiraz e Tabriz verso il 1375. La naskh continua ad essere utilizzata, ma il Thuluth declina mentre il cufico serve solo come scrittura ornamentale in titoli. Nuovi documenti appaiono anche nel XV secolo: la carta colorata e carta dorata.
Infine, il dominio della rilegatura fa anche parte di una nuova creatività. In generale il marocchino, è decorato in vari modi: con ferri, con trafori che rivelano la carta colorata di oro e riflessi blu, etc.

### Produzioni
Possiamo dividere il periodo in tre parti:
- dal 1370 al 1440, dove i mecenati sono i figli di Timur nominati governatori. Essi sono spesso essi stessi degli artisti. Ci sono poi tre fiorenti botteghe: a Samarcanda, Shiraz (Fars e) ed Herat.
- dal 1440 al 1470 che corrisponde a un periodo di transizione, in cui si sviluppa l'arte del libro turcomanno a Shiraz e Baghdad e a Herat dove si produce solo un piccolo numero di manoscritti.
- dal 1470 al 1515, in cui il laboratorio di Herat ha trovato una forte attività, ma in cui viene utilizzato uno stile diverso.

#### 1370-1440

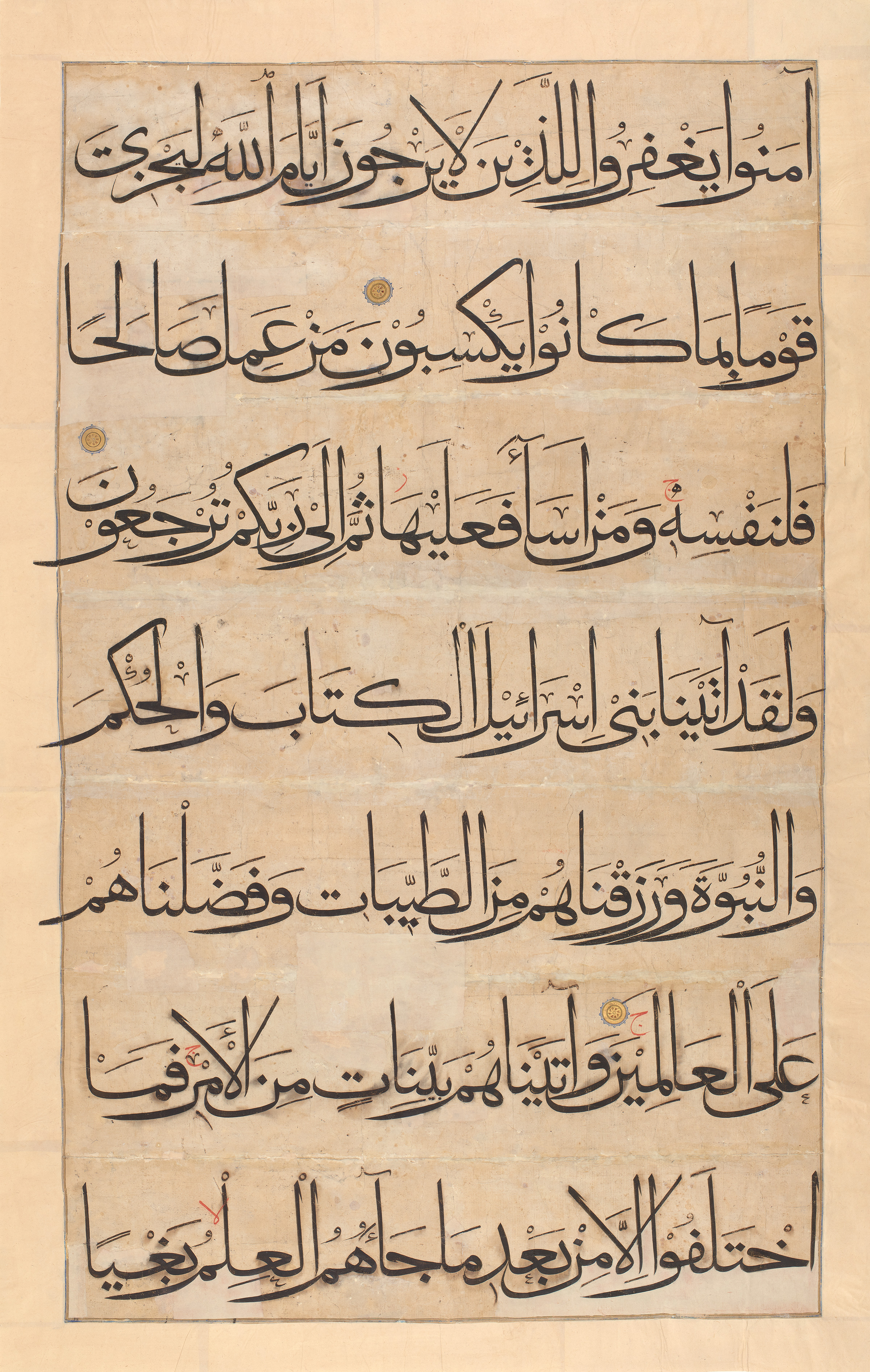
Foglio di Corano, del 1400 circa, realizzato a Samarcanda su ordine di Timur

A Samarcanda, vi era un grande raduno di pittori detenuti da Timur, ma nessun dipinto manoscritto commissionato è noto. Si conservano solo due Corani fatti su suo ordine. Per contro, Ulugh Beg fu un grande mecenate e alcuni manoscritti collegati a lui, come un Suwar al-kawarib al-Sufi fatto verso il 1430-1440 e che comprende 74 dipinti, tra cui un ritratto del sovrano. Diverse opere astronomiche ricordano anche il suo gusto per questa scienza.
A Shiraz nel Fars c'è Pir Muhammad che per primo continua la tradizione del mecenatismo muzaffaride. Il sultano Iskandar sviluppa questo mecenatismo, seguito da Ibrahim Sultan, che è egli stesso un calligrafo (si conoscono dei Corani di sua mano) e il figlio di quest'ultimo, Abdullah. Lo stile sviluppato in questa scuola si distingue per le sagome esili dei cavalli e dei personaggi, e la mescolanza delle tradizioni muzaffaridi e Jalayridi.
A Herat, due grandi mecenati devono essere nominati: Shah Rukh, che ha avuto una ricca biblioteca di testi scientifici e storici (manoscritti riconosciuti con il timbro della sua biblioteca) e Baysunghur, suo figlio, poeta e calligrafo. Si possono segnalare diversi importanti manoscritti, come Shâhnâmeh o Jami' al-tawarikh supplemento persiano del 1113 della BNF, che, oltre al suo stile delle miniature jalayiridi, va preso in considerazione anche una parte di questo periodo. Un Miraj nâmâ realizzato nel 1436 per un committente sconosciuto (BNF, supplemento turco 190), è anche molto interessante: unisce l'iscrizione con una calligrafia speciale, lo iuguro, che permette di registrare le precedenti citazioni turche e gli hadith in arabo con un'altra calligrafia. V'è una forte influenza dell'Asia centrale e del buddismo.

#### 1440-1470
Non v'è praticamente alcuna produzione di manoscritti dipinti tra la morte di Shah Rukh (1447) e il 1470. Potremmo semplicemente segnalare Mantiq al-Tayr ( "conferenza degli uccelli") prodotto a Herat nel 1456 e conservato a Berlino tra cui alcuni dipinti con uno stile semplice, poco sviluppato a sufficienza, e non menziona alcun dedicatario. Allo stesso tempo, si sviluppa lo stile turkmeno a Shiraz e Bagdad.

#### 1470-1506
Sotto il Sultano Husayn Mirza Bayqara (1438-1506) e il suo ministro Mir Ali Shir Nava'i, la pittura prende vita, sulla base dei modelli di Herat prima del 1440. Tuttavia, v'è evoluzione dello stile, che sembra più "naturalistico" (nelle forme e nei gesti dei personaggi, in particolare), e anche alla ricerca di una composizione più armoniosa nel rapporto tra paesaggio e architettura.
La scuola di Herat è particolarmente luminosa grazie ai due pittori Mirak Naqqash e soprattutto Kamāl ud-Dīn Behzād, suo allievo, considerato il più grande pittore persiano dalla maggior parte degli esperti. Siamo in grado di segnalare Bustan di Sa'adi datato nel 1488 che comprende dipinti di sua mano (Biblioteca Nazionale del Cairo), con una bellissima opera di architettura. Behzād infatti ha un grande interesse per l'architettura; lavora anche sull'espressività dei suoi personaggi e l'inclusione di diverse scene nello stesso edificio. Il suo lavoro continuerà in un atelier safavide del sovrano Shah Ismail.